# نادي شرطة حلب
نادي شرطة حلب الرياضي هو نادي كرة قدم سوري من مدينة حلب. يلعب مبارياته على ملعب السابع من نيسان. شارك الفريق في الدوري السوري الممتاز موسمي 1998–1999 و2000–2001.